# Dolmen von Moncalm
Die Dolmen von Moncalm 1 bis 5 und 7 (auch Saint Paul la Close genannt) liegen in den Wäldern des Weilers La Cabane, westlich von Saint-Jean-du-Pin und von Alès im Département Gard in Frankreich. Dolmen ist in Frankreich der Oberbegriff für neolithische Megalithanlagen aller Art (siehe: Französische Nomenklatur). Sie werden als Dolmen bezeichnet, sind aber mehrheitlich Steinkisten.
1. Moncalm 1 (auch Saint-Jean-du-Pin Dolmen 8 genannt) ist ein großer etwa 5,0 m langer Dolmen in den Resten seines Cairns am Rand der Klippe, der restauriert wurde. Dabei wurde ein Teil der Deckenplatte ersetzt.
2. Moncalm 2 (auch Saint-Jean-du-Pin Dolmen 9 genannt) ist ein Dolmen in den Resten seines Cairns.
3. Moncalm 3 (auch Moncalm C oder Saint-Jean-du-Pin Coffre 1 genannt) ist eine Steinkiste, von der nur Seitenplatten erhalten sind, in den Resten ihres Cairns.
4. Moncalm 4 (auch Cupules de Moncalm oder Saint-Jean-du-Pin Coffre 3 genannt) ist eine gut erhaltene Steinkiste, in deren Deckenplatten Schälchen erhalten sind.
5. Moncalm 5 (auch Saint-Jean-du-Pin Coffre 5 genannt) ist eine relativ gut erhaltene Steinkiste in den Resten ihres Cairns.
6. Moncalm 7 (auch Saint-Jean-du-Pin Coffre 7 genannt) ist eine relativ gut erhaltene Steinkiste in den Resten ihres Cairns.